# 奇穴
奇穴（きけつ）とは、十四経にも属さず単独で存在するもので独特の効果を持っている。経外奇穴ともいわれる。阿是穴（天応穴、不定穴とも）という名前で、孫思邈の『備急千金要方』に記載されている

## 奇穴

### 頭頚部

#### 四神聡（しじんそう）
取穴部位：百会穴の前後左右各々1寸の部に4穴
筋肉：帽状腱膜
知覚神経：眼窩上神経、耳介側頭神経、大後頭神経
血管：眼窩上動脈、浅側頭動脈、後頭動脈

#### 当陽（とうよう）
取穴部位：

#### 印堂（いんどう）
兵法：眉間（みけん）
取穴部位：神庭穴の下方、眉間中央陥凹部
筋肉：鼻根筋
運動神経：顔面神経
知覚神経：滑車上神経
血管：滑車上動脈

#### 頭光明（とうこうめい）
取穴部位：

#### 魚腰（ぎょよう）
取穴部位：眉毛の中央部
```
まぶたのたるみに効果有り
```

#### 太陽（たいよう）
取穴部位：眉毛の外端と外眼角との中央から後1寸の陥凹部
筋肉：側頭筋
運動神経：三叉神経（下顎神経）
知覚神経：上顎神経頬骨側頭枝
血管：頬骨眼窩動脈、深側頭動脈

#### 球後（きゅうご）
取穴部位：眼窩下縁の外1/4と内3/4との境

#### 上迎香（じょうげいこう）
取穴部位：鼻翼軟骨と鼻甲との境

#### 牽正（けんせい）
取穴部位：

#### 散笑（さんしょう）
取穴部位：

#### 内迎香（ないげいこう）
取穴部位：

#### 頬裏（きょうり）
取穴部位：

#### 夾鼻（きょうび）
取穴部位：

#### 耳尖（じせん）
取穴部位：耳郭上方の高点

#### 風岩（ふうがん）
取穴部位：

#### 全知（ぜんち）
取穴部位：

#### 安眠（あんみん）
取穴部位：

#### 翳明（えいめい）
取穴部位：乳様突起の下縁、翳風穴の後方約1寸
筋肉：胸鎖乳突筋
運動神経：副神経、頚神経叢筋枝
知覚神経：大耳介神経
血管：後頭動脈

#### 夾承漿（きょうしょうしょう）
取穴部位：承漿穴の両側1寸

#### 金津玉液（きんしんぎょくえき）
取穴部位：舌下面の舌小帯の両側にある静脈上、左側を金津、右側を玉液という。

#### 扁桃（へんとう）
取穴部位：下顎中央から喉頭隆起に向かい、指でなでおろし止まる所から左右外側に3cm

#### 生髪（しょうはつ）
取穴部位：風府穴と風池穴をつなぐ線の中心

#### 防老（ぼうろう）
取穴部位：百会穴の後ろ1寸の所

#### 健脳（けんのう）
取穴部位：風池穴の下5分

#### 頚百労（けいひゃくろう）、百労（ひゃくろう）
取穴部位：大椎穴の上2寸、背正中線の外1寸

#### 頦髎（かいりょう）
取穴部位：

#### 落頚（らくけい）
取穴部位：

#### 上廉泉（じょうれんせん）
取穴部位：

#### 新廉泉（しんれんせん）
取穴部位：

#### 頚臀点（けいでんてん）
取穴部位：鎖骨内側1/4に点穴。胸鎖乳突筋の後ろに取穴。

### 胸部・背部・腹部

#### 胃上（いじょう）
取穴部位：

#### 提托（ていたく）
取穴部位：

#### 上中注（じょうちゅうちゅう）
取穴部位：肓兪穴の下5分

#### 定喘（ていぜん）、治喘（ちぜん）
取穴部位：第7頚椎棘突起と第1胸椎棘突起間の外5分
　　　　　　　　（別説1）・・・第7頚椎棘突起と第1胸椎棘突起の間の外5分
　　　　　　　　　　（別説）・・・第7頚椎棘突起の外5分または1寸
筋肉：僧帽筋、菱形筋
運動神経：副神経、頚神経叢筋枝、肩甲背神経
知覚神経：頚神経後枝
血管：頚横動脈

#### 巨闕兪（こけつゆ）
取穴部位：第4・第5胸椎棘突起間、厥陰兪穴、膏肓穴と同じ高さ
筋肉：棘間靭帯、棘上靭帯
知覚神経：胸神経後枝
血管：肋間動脈背枝

#### 痞根（ひこん）
取穴部位：第1・第2腰椎棘突起間の外3寸5分
筋肉：広背筋
運動神経：胸背神経
知覚神経：腰神経後枝
血管：腰動脈背枝

#### 胃脘下兪（いかんかゆ）、八椎下（はっついか）
取穴部位：第8・第9胸椎棘突起間の下外方1寸5分

#### 接脊（せっせき）、接骨（せっこつ）
取穴部位：第12胸椎・第1腰椎棘突起間、胃兪穴、胃倉穴と同じ高さ
筋肉：棘間靭帯、棘上靭帯
知覚神経：胸神経後枝
血管：肋間動脈背枝

#### 腰眼（ようがん）
兵法：皿骨（さらぼね）
取穴部位：患者を直立または伏臥させて、第4・第5腰椎棘突起間の外約3寸5分、あたかも両眼の如き陥凹部
筋肉：広背筋、外腹斜筋、内腹斜筋
運動神経：胸背神経、肋間神経、腸骨下腹神経
知覚神経：腰神経後枝
血管：腰動脈背枝
主治：L4/L5椎間板ヘルニア

#### 腰骶（ようてい）
取穴部位：

#### 気門（きもん）
取穴部位：

#### 上仙（じょうせん）、十七椎（じゅうななつい）、十七椎下（じゅうななついした）
取穴部位：第5腰椎棘突起と正中仙骨稜第1仙椎棘突起間、関元兪穴と同じ高さ
筋肉：棘間筋、棘間靭帯、棘上靭帯
運動神経：脊髄神経後枝
知覚神経：腰神経後枝
血管：腰動脈背枝

#### 鳩杞（きゅうき）
取穴部位：

#### 坐骨（ざこつ）
取穴部位：

#### 竹杖（ちくじょう）
取穴部位：命門穴の近く

#### 生辺（せいへん）
取穴部位：腸骨稜の上際。肩甲骨内縁より垂線を下ろし、腸骨稜との交点に取る。

#### 子宮（しきゅう）
取穴部位:臍下方4寸、中極外方2寸または3寸

#### 華佗夾脊（かだきょうせき）、夾脊（きょうせき）
取穴部位：第1胸椎から第5腰椎まで棘突起の外5分　全34穴

#### 肝熱（かんねつ）
取穴部位：

#### 小児斜差の灸穴
取穴部位：男児は左肝兪穴と右脾兪穴、女児は右肝兪穴と左脾兪穴

### 上肢

#### 肩前（けんぜん）、肩内陵（けんないりょう）
取穴部位：上肢を下垂し、腋窩横紋前端と肩髃穴との中点
筋肉：三角筋、上腕二頭筋
運動神経：腋窩神経、筋皮神経
知覚神経：鎖骨上神経
血管：前上腕回旋動脈
主治：野球肩

#### 肩中（けんちゅう）、臑上（じゅじょう）
取穴部位：三角筋の中央、肩髃穴と臂臑穴の中間、肩髃穴の下1寸5分、臂臑穴の上1寸5分

#### 肩痛点（けんつうてん）
取穴部位：肩甲骨外縁中点

#### 二白（にはく）
取穴部位：手関節前面横紋の上4寸、橈側手根屈筋腱の両側

#### 止紅（しこう）、郄上（げきじょう）
取穴部位：郄門穴の上3寸

#### 肘尖（ちゅうせん）
取穴部位：

#### 八邪（はちじゃ）
取穴部位：手背の第1から第5まで中手指節関節間の下

#### 落枕（らくちん）、外労宮（がいろうきゅう）
取穴部位：手背にあり、第2・第3中手指節関節間の上5分
筋肉：背側骨間筋
運動神経：尺骨神経
知覚神経：橈骨神経
血管：第2背側中手動脈

#### 腰痛点（ようつうてん）、腰腿点（ようたいてん）、威霊・精霊（いれい・せいれい）
取穴部位：手背にあり、第2・第3中手指節骨底間の下陥凹部と第4・第5中手指節骨底間の下陥凹部の2点
筋肉：背側骨間筋
運動神経：尺骨神経
知覚神経：橈骨神経、尺骨神経
血管：第2・第4背側中手動脈

#### 寸平（すんぺい）
取穴部位：手背横紋中点の上1寸で、橈側に向かって4分のところ。

#### 中泉（ちゅうせん）
取穴部位：前腕外側で陽谿穴と陽池穴の間、総指伸筋腱の橈側陥凹部。

#### 五虎（ごこ）
取穴部位：手背の第2・4中手骨頭の先端。左右合わせて4穴

#### 威霊（いれい）
取穴部位：第2第3中手骨間の中点で、示指伸筋腱の橈側陥凹部

#### 精霊（せいれい）
取穴部位：第4第5中手骨間の中点で、環指伸筋腱の尺側陥凹部。

#### 第二二間（だいにじかん）
取穴部位：第2中手指節関節の前、尺側

#### 十宣（じっせん）
取穴部位：手指の先

#### 四縫（しほう）
取穴部位：手掌面にあり、指の近位関節の横紋上

#### 大骨空（だいこっくう）
取穴部位：母指の関節背側の横紋の中点

#### 裏少商（うらしょうしょう）
取穴部位：

#### 裏商陽（うらしょうよう）
取穴部位：

#### 裏少衝（うらしょうしょう）
取穴部位：

#### 小骨空（しょうこっくう）
取穴部位：小指の第2関節背側の横紋の中点

#### 中魁（ちゅうかい）
取穴部位：中指第2関節背側の横紋の中点

#### 拳尖（けんせん）
取穴部位：

#### 虎口（ここう）
取穴部位：

#### 生殖点（せいしょくてん）
取穴部位：

#### 生殖区（せいしょくく）
取穴部位：

#### 血府（けっぷ）
取穴部位：

### 下肢

#### 裏維道（うらいどう）
取穴部位：

#### 百虫窩（ひゃくちゅうか）
取穴部位：血海穴の上1寸

#### 髖骨（かんこつ）
取穴部位：

#### 鶴頂（かくちょう）、鶴頭（かくとう）、膝頂（しっちょう）
取穴部位：膝蓋骨上縁の中央
筋肉：大腿四頭筋
運動神経：大腿神経
知覚神経：大腿神経前皮枝
血管：膝蓋動脈網
主治：関節内水腫

#### 魯根（ろこん）
取穴部位：

#### 膝券（しつけん）
取穴部位：

#### 膝去（しつきょ）
取穴部位：

#### 成骨（せいこつ）
取穴部位：

#### 膝眼（しつがん）、膝目（しつもく）
取穴部位：膝をたてて膝蓋骨下縁の両側陥凹部、内側を内膝眼、外側を外膝眼という。
筋肉：外側・内側膝蓋支帯
知覚神経：大腿神経前皮枝、伏在神経膝蓋下枝
血管：膝蓋動脈網

#### 胆嚢点（たんのうてん）、胆嚢（たんのう）
取穴部位：陽陵泉穴の下約1寸の圧痛部
筋肉：長腓骨筋
運動神経：浅腓骨神経
知覚神経：外側腓腹皮神経
血管：前脛骨動脈

#### 裏陽陵泉（うらようりょうせん）
取穴部位：

#### 陵下（りょうか）
取穴部位：

#### 女膝（じょしつ）
取穴部位：

#### 維包（いほう）
取穴部位：

#### 委上（いじょう）
取穴部位：委中穴の上2寸

#### 内合陽（うちごうよう）
取穴部位：委中穴の斜め内側

#### 後血海（うしろけっかい）
取穴部位：

#### 蘭尾（らんび）
取穴部位：足三里穴の下約2寸
筋肉：前脛骨筋
運動神経：深腓骨神経
知覚神経：外側腓腹皮神経
血管：前脛骨動脈

#### 肝炎（かんえん）
取穴部位：内果の上1寸8分

#### 内踝尖（ないかせん）
取穴部位：

#### 外踝尖（がいかせん）
取穴部位：

#### 八風（はちふう）
取穴部位：足1～5足指関節の前

#### 独陰（どくいん）
取穴部位：

#### 気端（きたん）
取穴部位：

#### 裏第一厲兌（うらだいいちれいだ）
取穴部位：

#### 裏第二厲兌（うらだいにれいだ）
取穴部位：

#### 外内庭（がいないてい）
取穴部位：第3中足指節関節の外側

#### 裏肝脾（うらかんひ）
取穴部位：

#### 裏腎膀胱（うらじんぼうこう）
取穴部位：

#### 裏内庭（うらないてい）
取穴部位：第2、第3中足指節関節陥凹部の前方

#### 第二内庭（だいにないてい）
取穴部位：

#### 後湧泉（ごゆうせん）
取穴部位：

#### 失眠（しつみん）
取穴部位：踵の中央陥凹部

### 古典配穴法

#### 患門の穴
取穴部位：

#### 張介賓の四華の穴
取穴部位：

#### 胃の六つ灸、胃の六灸、六華の灸
取穴部位：膈兪穴、肝兪穴、脾兪穴の左右6穴

#### 子宝の灸
取穴部位：

#### 中風七穴
取穴部位：（第1説）･･･百会穴、曲鬢穴、肩井穴、風市穴、足三里穴、懸鐘穴（絶骨穴）、曲池穴
　　　　　 　　　　（第2説）･･･百会穴、風池穴、大椎穴、肩井穴、間使穴、曲池穴、足三里穴
この2説がある。

#### 脚気八処の穴
取穴部位：風市穴、伏兎穴、外膝眼穴、犢鼻穴、足三里穴、上巨虚穴、下巨虚穴、懸鐘穴（絶骨穴）